# Chinese Democracy (canción)
«Chinese Democracy» es una canción y sencillo del género hard rock que da título al sexto álbum de estudio de la banda estadounidense Guns N' Roses. Fue escrita líricamente por Axl Rose y en la parte musical con los aportes del baterista Josh Freese, siendo producida por Caram Costanzo, su duración es de 4 minutos y 42 segundos. La canción fue utilizada para promocionar por radio el álbum.
La canción ha sido tocada en vivo en los tours Chinese Democracy 2001, 2002, 2006, 2007, 2009 y 2010. Axl Rose presentó la canción por primera vez en Las Vegas (Nevada) el 1 de enero de 2001. También era posible escuchar la canción en la página oficial de la banda www.gunsnroses.com y también se pudo escuchar junto con las demás canciones del álbum del mismo nombre en el myspace de la banda desde el jueves 20 de noviembre de 2008 gratis pero sin poder ser descargadas.
Es la canción oficial del evento PPV Armageddon 2008 de la empresa WWE.

## Recepción
En los EE. UU. «Chinese Democracy», debutó en el #34 en la lista Billboard Hot 100 sobre la base de descargas, convirtiéndose en la cartografía más alta de la banda a partir de 1994 («November Rain»). En el Mainstream Rock Tracks alcanzó el puesto #5, el más alto del disco. En Canadá que debutó en el #83 en la Canadian Hot 100 sobre la cuestión del 8 de noviembre, y sobre la cuestión del 22 de noviembre, entonces se disparó de #60 a #10 la semana próxima sobre la base de la fuerza de ventas. En Irlanda, la canción alcanzó el número 3. En el Reino Unido llegó al puesto 27.

## Posiciones
| Listas (2009)                             | Posición |
| ----------------------------------------- | -------- |
| U.S. Billboard Hot 100                    | 34       |
| U.S. Billboard Hot Mainstream Rock Tracks | 5        |
| U.S. Billboard Hot Modern Rock Tracks     | 24       |
| Australian Singles Chart                  | 54       |
| Canadian Hot 100                          | 10       |
| Finnish Singles Chart                     | 3        |
| Norwegian Singles Chart                   | 1        |
| Swedish Singles Chart                     | 2        |
| UK Singles Chart                          | 27       |
| Italian Singles Chart                     | 7        |
| Irish Singles Chart                       | 3        |
| Greek Singles Chart                       | 6        |

## Integrantes
- Axl Rose - Voz, teclados y arreglos.
- Robin Finck - Guitarra y primer solo de guitarra.
- Bumblefoot - Guitarra.
- Buckethead - Guitarra y segundo solo de guitarra.
- Richard Fortus - Guitarra.
- Paul Tobias - Guitarra y arreglos.
- Tommy Stinson - Voz y bajo de fondo.
- Chris Pitman - Teclados, programación y bajo.
- Dizzy Reed - Teclados y coros.
- Frank Ferrer - Batería y percusión.
- Caram Costanzo - Intro y edición digital.
- Sean Beavan - Arreglo y edición digital.
- Eric Caudieux - Intro y edición digital.